# جعیتا
جعیتا (به عربی: جعيتا) یک منطقهٔ مسکونی در لبنان است که در شهرستان کسروان واقع شده‌است.